# Patria (Hohe Tatra)
Die Patria (deutsch Patria, auch Schauberg oder Patriaspitze, ungarisch Pátria oder Csorbai-bástya, polnisch Skrajna Baszta) ist ein Berg in der Hohen Tatra in der Slowakei mit einer Höhe von 2203 m n.m.. Der Berg befindet sich auf einem vom Berg Hlinská veža (2230 m n.m.) nach Süden verlaufenden Seitengrat, genannt Hrebeň bášt (deutsch Basteigrat), der die Täler Mlynická dolina im Westen und Mengusovská dolina im Osten trennt. Weiter nach Süden fällt der Grat zu einem Rücken ab und trägt den slowakischen Namen Trigan (deutsch Basteirücken).
Zum Gipfel führt ein Bergpfad als Abzweig am Trigan (1481 m n.m.) vom Wanderweg Tatranská magistrála, der am Osthang von Patria auf dem Weg von Štrbské Pleso zum Bergsee Popradské pleso führt, offiziell ist der Berg jedoch für Touristen nicht zugänglich. 
Im 16. Jahrhundert betrieb der in Štôla ansässige Benediktinerorden ein Kupferbergwerk am Osthang von Patria. Der Name wird vom mundartlichen Verb patrieť, standardslowakisch pozerať, zu deutsch anschauen, abgeleitet. Die erste dokumentierte Besteigung stammt aus dem Jahr 1875, Winterbesteigungen werden seit 1891 durchgeführt. Im Winter lockt der Berg Skialpinisten an.